# Boana rosenbergi
Boana rosenbergi é uma espécie de anuro da família Hylidae, que pode ser encontrada na Colômbia, na Costa Rica, no Equador, no Panamá e na Venezuela, habitando tanto florestas primárias quanto secundárias, numa altitude entre dez e 900 metros. Os machos medem em média 63,1 milímetros e as fêmeas 67,2 milímetros. Se reproduzem em ninhos construídos pelos machos próximos a córregos, onde são depositados cerca de 775 ovos envolvidos em uma cápsula gelatinosa. Após a eclosão e com o alagamento causado pelas chuvas, os girinos são arrastados para o córrego.